# Menegazzia inactiva
Menegazzia inactiva är en lavart som beskrevs av P. James & Kantvilas. Menegazzia inactiva ingår i släktet Menegazzia och familjen Parmeliaceae.   Inga underarter finns listade i Catalogue of Life.